# Rolf Wütherich

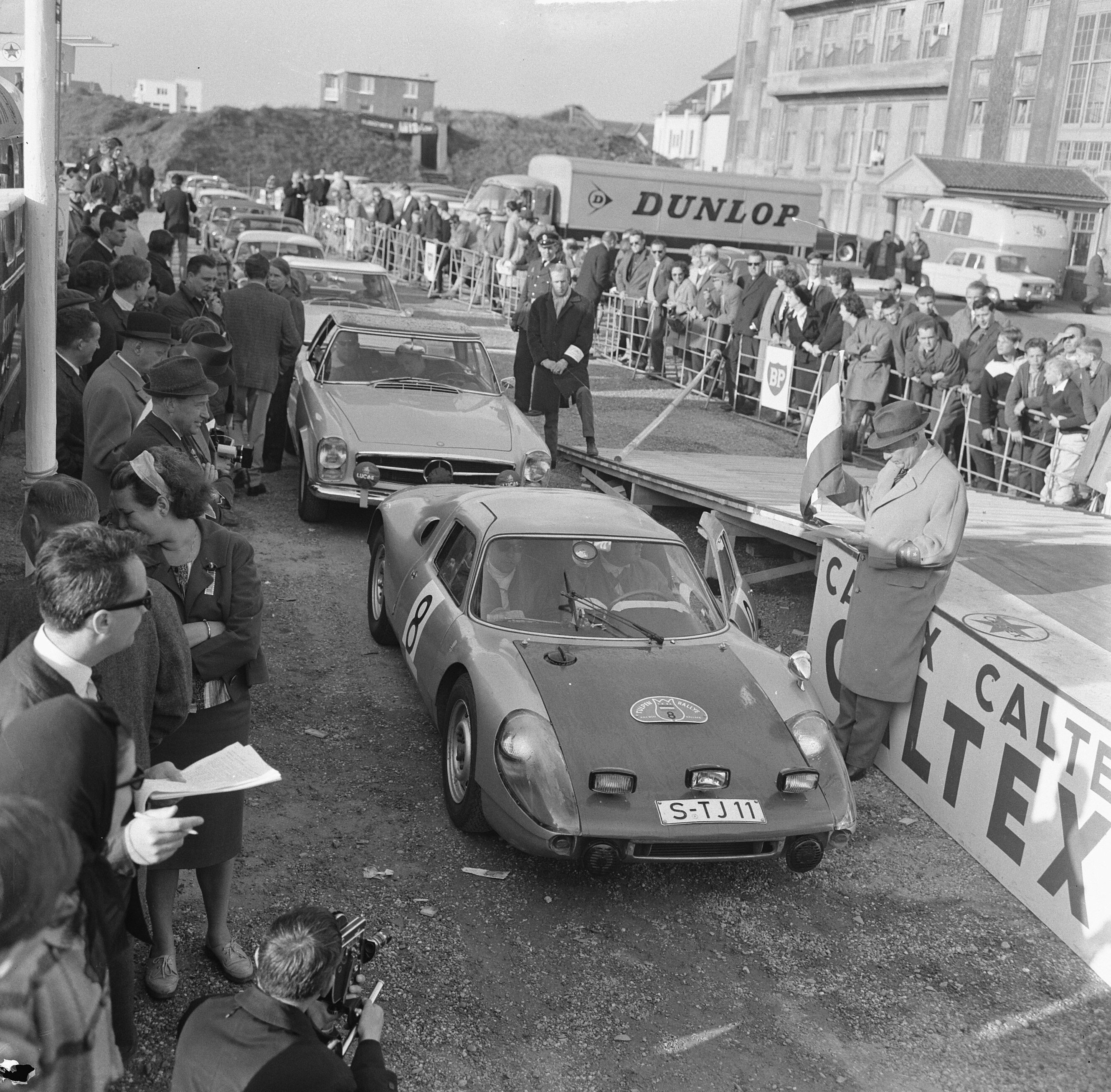
Ben Pon und Beifahrer Rolf Wütherich im Porsche 904, beim Start zur Tulpenrallye 1964

Rudolf Karl „Rolf“ Wütherich (* 5. August 1927 in Heilbronn; † 20. Juli 1981 in Kupferzell) war ein deutscher Rennfahrer der Rennwagenabteilung von Porsche. Nachhaltige Medienaufmerksamkeit fand er als Beifahrer beim tödlichen Unfall des Schauspielers James Dean, den Wütherich selbst schwer verletzt überstand.

## Karriere
Wütherich überlebte eine Reihe gefährlicher Unfälle. So stürzte 1952 sein Fahrzeug von einer Brücke. Ein halbes Jahr später überlebte er einen Unfall in einem Testwagen in Heilbronn.

Seit 1950 arbeitete Wütherich für die damalige Porsche KG. Am 4. März 1954 flog er nach Los Angeles, um im Autohaus Competition Motors von John von Neumann zu arbeiten. Als Beifahrer von James Dean, der auf einer gemeinsamen Fahrt am 30. September 1955 tödlich verunglückte, zog sich Wütherich schwere Verletzungen zu. Er brach sich den Kiefer und die Hüfte. Es folgte eine längere Genesungsphase. Später zog er nach Stuttgart, wurde aber nicht mehr von Porsche eingestellt. Seit dem Unfall galt er als psychisch beeinträchtigt; 1966 wurde er nach einem Suizidversuch ins Krankenhaus eingeliefert. Ein Jahr später versuchte er, seine Frau und sich selbst zu töten. Er erhielt immer wieder Drohbriefe von Dean-Anhängern, die ihm eine Schuld an dessen Tod gaben. Auch er selbst fühlt sich schuldig am Tod seines Freundes. In einem Interview sagte er: 
Ich hatte Jimmy zur Todesfahrt in dem neuen Porsche Spyder mit den roten Ledersitzen eingeladen, obwohl ich wusste, dass er nicht Auto fahren durfte. In den Filmverträgen war ihm das strikt verboten worden. Ich habe ein blühendes Leben ausgelöscht.
Wütherich starb 1981 an den Folgen eines Verkehrsunfalls in Kupferzell mit einem Honda Civic.

## Sonstiges
2016 veröffentlichte die Band Die Liga der gewöhnlichen Gentlemen einen Song mit dem Titel Die ganze Welt ist gegen mich (Blues für Rolf Wütherich), der sich mit dem Leben des Rennfahrers nach dem Tode Deans beschäftigt und mit dem Refrain „Die ganze Welt ist gegen mich – ich fühl’ mich wie Rolf Wütherich“ aufwartet.

## Statistik

### Einzelergebnisse in der Sportwagen-Weltmeisterschaft
| Saison | Team                 | Rennwagen   | 1   | 2   | 3   | 4   | 5   | 6   | 7   | 8   | 9   | 10  | 11  | 12  | 13  | 14  | 15  | 16  | 17  | 18  | 19  | 20  | 21  | 22  |
| ------ | -------------------- | ----------- | --- | --- | --- | --- | --- | --- | --- | --- | --- | --- | --- | --- | --- | --- | --- | --- | --- | --- | --- | --- | --- | --- |
| 1962   | Dieter Glemser       | Porsche 356 | DAY | SEB | SEB | MAI | TAR | BER | NÜR | LEM | TAV | CCA | RTT | NÜR | BRI | BRI | PAR |     |     |     |     |     |     |     |
| 1962   | Dieter Glemser       | Porsche 356 |     |     |     | 11  |     |     |     |     |     |     |     |     |     |     |     |     |     |     |     |     |     |     |
| 1963   | Ben Pon Günter Klass | Porsche 356 | DAY | SEB | SEB | TAR | SPA | MAI | NÜR | CON | ROS | LEM | MON | WIS | TAV | FRE | CCE | RTT | OVI | NÜR | MON | MON | TDF | BRI |
| 1963   | Ben Pon Günter Klass | Porsche 356 |     |     |     |     |     |     | DNF |     |     |     |     | 9   |     |     |     |     |     |     |     |     | DNF |     |
| 1964   | Porsche              | Porsche 904 | DAY | SEB | TAR | MON | SPA | CON | NÜR | ROS | LEM | REI | FRE | CCE | RTT | SIM | NÜR | MON | TDF | BRI | BRI | PAR |     |     |
| 1964   | Porsche              | Porsche 904 |     |     |     |     |     |     |     |     |     |     |     |     |     | 4   |     |     |     |     |     |     |     |     |